# Yampa (Colorado)
Pour la rivière, voir Yampa.
Yampa est une ville américaine située dans le comté de Routt dans le Colorado.
Le nom de la ville fait référence à la perideridia (en), une plante dont le nom amérindien est yampa.

## Démographie
| 1910 | 1920 | 1930 | 1940 | 1950 | 1960 |
| ---- | ---- | ---- | ---- | ---- | ---- |
| 332  | 200  | 310  | 426  | 421  | 312  |

| 1970 | 1980 | 1990 | 2000 | 2010 | - |
| ---- | ---- | ---- | ---- | ---- | - |
| 286  | 472  | 317  | 443  | 429  | - |

Selon le recensement de 2010, Yampa compte 429 habitants. La municipalité s'étend sur 0,24 milles carrés (0,62 km2).